# China Railways 6K
A China Railways 6K sorozat egy kínai 25 kV 50 Hz váltakozó áramú, Bo'Bo'Bo' tengelyelrendezésű villamosmozdony-sorozat. A China Railways üzemelteti. Összesen 85 db készült belőle a Kawasaki Heavy Industries gyárában 1986 és 1987 között.